# Magdalena Grabka
Magdalena Grabka z domu Tyrańska (ur. 19 maja 1994) – polska siatkarka, grająca na pozycji przyjmującej. 
Pochodzi z Wieliczki. Jest wychowanką klubu MKS MOS Wieliczka. W sezonie 2013/2014 zawodniczka Wisły Kraków. W Ekstrim Gorlice zagrała w sezonie 2014/2015. W latach 2015–2019 siatkarka WTS Solna Wieliczka. W letnim okresie transferowym w 2019 roku przeniosła się do zespołu KS DevelopRes Rzeszów, gdzie była zawodniczką, również w kolejnym sezonie. W sezonie 2021/2022 nie grała w żadnym klubie, gdyż miała urlop macierzyński.
Po ukończonym sezonie 2022/2023 postanowiła zakończyć siatkarską karierę.

## Sukcesy klubowe
I liga:
- 2018

Liga polska:
- 2020, 2021[4]